# Croton leiophyllus
Espèce
Croton leiophyllus est une espèce de plantes à fleurs du genre Croton et de la famille Euphorbiaceae présente aux Philippines.
Il a pour synonymes :
- Croton leiophyllus var. multiflorus, Merr., 1923
- Oxydectes leiophylla, (Müll.Arg.) Kuntze